# John Owen (scacchista)
John Owen (Staffordshire, 1º luglio 1827 – Twickenham, 24 novembre 1901) è stato un religioso e scacchista inglese.
Nato a Marchington nella contea dello Staffordshire, era un reverendo della chiesa anglicana e fu parroco di Hooten, Cheshire dal 1862 al 1900, ma è meglio noto come uno dei più forti scacchisti inglesi del XIX secolo.
Il suo nome è legato all'apertura chiamata difesa Owen:  1. e4 b6 
Nel 1857 vinse il torneo minore della British Chess Association a Manchester. Nel 1858 perse un match a Londra contro Samuel Boden (+2 –7 =2) e fu 3º a Birmingham dietro a Löwenthal e Falkbeer. Nel 1860 pareggiò un match contro Ignatz von Kolisch a Manchester (+4 –4 =0).

Durante il tour di Paul Morphy in Europa del 1858 fu uno dei tanti maestri europei sconfitti dal giovane astro americano (perse un match +0 –5 =2, ma vinse una partita amichevole).
Nel 1862 ottenne un ottimo 3º posto nel torneo di Londra, vinto da Anderssen davanti a Louis Paulsen (in questo torneo Steinitz si classificò 6º). Nel 1874 pareggiò un match a Liverpool (+4 –4 =0) contro Amos Burn e l'anno successivo perse a Londra con lo stesso avversario (+6 –11 =3). Nel 1876 fu 2º-4º nel torneo di Cheltenham.
Nel 1878 perse nettamente a Chiselhurst un match contro Johannes Zukertort (+0 –8 =3). Nel 1881 si classificò 2º nel 16º torneo British Counties e nel 1888 si prese la rivincita contro Amos Burn sconfiggendolo in un match a Liverpool (+5 –0 =3). Nel 1890 fu 3º-4º nel 23º torneo British Counties e nel 1894/95 2º-3º nel Craigside Tournament di Llandudno nel Galles.